# Anca Grigoraș
Anca Gabriela Grigoraș, házassága után Mihăilescu (Kománfalva, 1957. november 8. –) olimpiai és világbajnoki ezüstérmes, Európa-bajnoki bronzérmes román szertornász, edző, nemzetközi tornabíró.
1972-ben felkerült a Nemzetközi Torna Szövetség Világszínvonalú tornászok listájára.

## Életpályája
1966-tól az ónfalvi Flacăra Sportegyletben tornázott, 1976-ban igazolt a bukaresti Dinamo sportklubhoz.
Edzői voltak: Marcel Duncan, Maria Simionescu, Gheorghe Gorgoi, Nicolae Covacs.
A felnőtt válogatottban edzői Károlyi Márta, Károlyi Béla, Nicolae Covaci, Emilia Vătășoiu-Liță, Pozsár Géza és Atanasia Albu voltak.

### Felnőttként

#### Országos eredmények
1971 és 1982 között hatszor volt országos bajnok: 1971-ben Alina Goreackal megosztva felemás korláton, 1972-ben és 1973-ban egyéni összetettben és gerendán, 1979-ben pedig ismét felemás korláton. Továbbá 1976-ban és 1978-ban országos harmadik, 1977-ben pedig országos negyedik helyezett volt egyéni összetettben.
1972-ben második helyezett volt a Román Tornatrófea versenyen.

#### Nemzetközi eredmények
Románia Nemzetközi bajnokságán 1972-ben ötödik volt egyéni összetettben, 1976-ban első egyéni összetettben, ugrásban és gerendán, 1977-ben ismét ötödik egyéni összetettben, 1978-ban első ugrásban és negyedik egyéni összetettben.
Egyéni összetettben 1973-ban az Amerikai Egyesült Államok-Románia kétoldalú találkozón hatodik, 1975ben a Románia–Magyarország–Szovjetunió találkozón első, 1976-ban a Franciaország–Románián a Nagy-Britannia–Románián harmadik, a Hollandia–Románián negyedik, az Amerikai Egyesült Államok–Románián kilencedik, 1977-ben a Nagy-Britannia–Románián első, 1978-ban a Hollandia–Románián újra első, a Nyugat-Németország–Románián pedig második helyezett volt.
Az 1975-ös Balkán-bajnokságon a csapattal és egyéni összetettben is bajnoki címet szerzett. 1976-ban a csapattal ismét bajnok, egyéni összetettben pedig harmadik helyezett volt. 1978-ban a csapattal és felemás korláton volt bajnok, egyéni összetettben pedig második helyezett.
Az 1975-ös londoni Világkupán egyéni összetettben kilencedik, felemás korláton ötödik helyen végzett.
1977-ben az Ontario Kupán és a Paris Grand Prix-n is második volt egyéni összetettben.
Az 1977-es Universiadén második volt a csapattal és gerendán, harmadik ugrásban és ötödik talajon, 1979-ben pedig második gerendán és negyedik egyéni összetettben.
Egyéni összetettben 1978-ban a FISU Invitationalon első, a Dynamo Spartakiade-n és a Shanghai Internationalon harmadik, a Coca Cola Internationalon pedig negyedik helyezett volt.
1979-ben a Genfi Kupán második, a Cottbus Internationalon pedig tizennegyedik helyen zárt.

##### Európa-bajnokság
Európa-bajnokságon egyszer, 1973-ban Londonban vett részt, ahol bronzérmes volt gerendán, hatodik felemás korláton és kilencedik egyéni összetettben.

##### Világbajnokság
Világbajnokságon kétszer vett részt, egy ezüstérmet szerezve.
Első részvételén 1974-ben Várnában negyedik helyet sikerült szerezni a csapattal (Elena Ceampelea, Alina Goreac, Aurelia Dobre, Rodica Sabău, Paula Ioan) és a tizenkettedik helyet érte el egyéni összetettben.
Másodszor, 1978-ban Strasbourgban a csapattal (Nadia Comăneci, Éberle Emília, Teodora Ungureanu, Marilena Vlădărău, Marilena Neacșu) az ezüstérmet sikerült megnyerni.

##### Olimpiai játékok
Karrierje során az olimpiai játékok két kiadásán vett részt, egy ezüstérmet szerezve.
Először az 1972. évi nyári olimpiai játékokon Münchenben, ahol a hatodik helyen végzett a csapattal (Elena Ceampelea, Alina Goreac, Elisabeta Turcu, Paula Ioan, Marcela Păunescu) és a huszonkilencediken egyéni összetettben.
Másodszor az 1976. évi nyári olimpiai játékokon Montréalban, ahol a csapattal (Nadia Comăneci, Teodora Ungureanu, Mariana Constantin, Gabriela Trușcă, Georgeta Gabor) az ezüstérmet sikerült elhozni.

### Visszavonulása után
Egyetemi tanulmányait a bukaresti Testnevelési és Sport Intézetben (jelenleg Nemzeti Testnevelési és Sport Egyetem)
1981-ben már tagja volt a román válogatott edzői csapatának, 1982 óta a bukaresti Dinamo sportklub edzője, 1990-től pedig szövetségi edző.
1984 óta nemzetközi tornabíró.
Tagja az Európai Torna Szövetség Női Gimnasztika Technikai Bizottságának és a Román Torna Szövetség Végrehajtó Bizottságának.
Férje Radu Mihăilescu Grigoraș orvos.

## Díjak, kitüntetések
A Nemzetközi Torna Szövetség 1972-ben felvette a Világszínvonalú tornászok listájára.
A Román Torna Szövetség 1974 és 1978 között minden évben beválasztotta az év tíz legjobb női sportolója közé.
1976-ban Kiváló Sportolói címmel tüntették ki.
1998-ban megkapta a Kiváló Edzői címet.
2000-ben a Hűséges Szolgálat Nemzeti Kereszt II. osztályával tüntették ki.